# オリオ (サド・ジョーンズのアルバム)
| 専門評論家によるレビュー | 専門評論家によるレビュー |
| レビュー・スコア         | レビュー・スコア         |
| 出典                     | 評価                     |
| ------------------------ | ------------------------ |
| Allmusic                 | [ 1 ]                    |

『オリオ』(Olio) は、トランペット奏者のサド・ジョーンズが名義上のリーダーであったプレスティッジ・オール・スターズ (the Prestige All Stars) によって1957年に録音され、同年中にプレスティッジ・レコードからリリースされたアルバム。名義上は別として、テディ・チャールズを中心とするアルバムと考えられている。

## 評価
オールミュージック (Allmusic) のレビューでスコット・ヤナウは、このアルバムについて「このアルバムはレギュラーに組まれているグループによるものではなく、また、明確なリーダーがいるとも言い切れないのだが、その音楽は、通常のジャム・セッションの水準より高い。挑戦的な素材に、若く偉大なメンバーが質の高い演奏を展開する本作は、モダンなメインストリームのセットとしては極めて曖昧模糊としたものだが、探求的に聴き込む価値がある」と述べている。

## トラックリスト
| 全作曲: 特記のない限り、テディ・チャールズ。 |                                                                                                |      |                                     |      |
| #                                            | タイトル                                                                                       | 作詞 | 作曲・編曲                          | 時間 |
| 1.                                           | 「ポプリ (Potpourri)」(マル・ウォルドロン)                                                     |      | 特記のない限り、 テディ・チャールズ | 6:04 |
| 2.                                           | 「ブルース・ウィズアウト・ウォー (Blues Without Woe)」                                         |      | 特記のない限り、 テディ・チャールズ | 7:58 |
| 3.                                           | 「トゥシェ (Touché)」(マル・ウォルドロン)                                                      |      | 特記のない限り、 テディ・チャールズ | 6:25 |
| 4.                                           | 「ダカール (Dakar)」                                                                           |      | 特記のない限り、 テディ・チャールズ | 6:58 |
| 5.                                           | 「エンブレイサブル・ユー (Embraceable You)」(ジョージ・ガーシュウィン、アイラ・ガーシュウィン) |      | 特記のない限り、 テディ・チャールズ | 4:17 |
| 6.                                           | 「ハロー・フリスコ (Hello Frisco)」                                                            |      | 特記のない限り、 テディ・チャールズ | 6:23 |

## パーソネル
- サド・ジョーンズ - トランペット
- フランク・ウェス - フルート、テナー・サクソフォーン
- マル・ウォルドロン - ピアノ
- テディ・チャールズ - ヴィブラフォン
- ダグ・ワトキンス（英語版） - ベース
- エルヴィン・ジョーンズ - ドラムス

### 制作
- テディ・チャールズ  - スーパーバイザー (supervisor)
- ルディ・ヴァン・ゲルダー - エンジニア (engineer)